# Oliver Marach
Oliver Marach (Graz, 16 luglio 1980) è un ex tennista austriaco.
Specializzato nel doppio, ha raggiunto la seconda posizione del ranking mondiale nel 2018 e ha vinto 23 titoli tra cui gli Australian Open 2018. In singolare ha raggiunto l'82ª posizione del ranking nell'agosto del 2006.

## Carriera
Tra il 2009 e l'inizio del 2011, ha giocato regolarmente con il polacco Łukasz Kubot con il quale ha conquistato cinque titoli ATP oltre ad altre nove finali. La coppia ha partecipato anche per due anni consecutivi alle ATP Finals, nel 2009 e nel 2010, senza però riuscire a superare il round robin. In seguito ha conquistato due titoli (e una terza finale) con il connazionale Peya tra il 2011 e il 2012, due finali, di cui una vinta, con il pakistano Qureshi nel 2015, e un titolo ciascuno con lo spagnolo Santiago Ventura (nel 2010), con l'argentino Leonardo Mayer (nel 2011) e con il rumeno Mergea (nel 2014). Nel 2016 inizia una fruttuosa collaborazione con il francese Fabrice Martin con il quale conquista due titoli e gioca altre tre finali, tra cui la prima della sua carriera sull'erba. Dal 2017 al 2019 ha fatto coppia con Mate Pavić con il quale ha conquistato sei titoli su tredici finali e si è qualificato per due anni consecutivi alle Finals. Ha conquistato il titolo agli Australian Open 2018 e ha inoltre raggiunto la finale a Wimbledon 2017 e al Roland Garros 2018.
Marach ha partecipato a nove edizioni della Coppa Davis a partire dal 2003. Per l'Austria ha conquistato quattro vittorie e una sconfitta in singolare tra il 2003 e il 2015; in doppio ha un bilancio di sette vittorie e sei sconfitte, maturato tra il 2011 e il 2021.
Si è ritirato nel dicembre 2022, un anno dopo il suo ultimo match ufficiale.
Nel 2023 è entrato come allenatore nel team del suo ex compagno di doppio Mate Pavić, che l'anno successivo è tornato numero uno del mondo.

## Statistiche

### Doppio

#### Vittorie (23)
| Legenda                                      |
| Grande Slam (1)                              |
| Tennis Masters Cup / ATP Finals (0)          |
| Masters Series / ATP Tour Master 1000 (0)    |
| International Series Gold / ATP Tour 500 (4) |
| International Series / ATP Tour 250 (18)     |

| N.  | Data              | Torneo                                                        | Superficie  | Compagno             | Avversari in finale                    | Punteggio            |
| 1.  | 17 settembre 2007 | Romanian Open, Bucarest                                       | Terra rossa | Michal Mertiňák      | Martín García Sebastián Prieto         | 7–6(2), 7–6(8)       |
| 2.  | 1º marzo 2008     | Abierto Mexicano de Tenis, Acapulco (1)                       | Terra rossa | Michal Mertiňák      | Agustín Calleri Luis Horna             | 6–2, 6(3)–7, [10–7]  |
| 3.  | 12 aprile 2009    | Grand Prix Hassan II, Casablanca                              | Terra rossa | Łukasz Kubot         | Simon Aspelin Paul Hanley              | 7–6(4), 3–6, [10–6]  |
| 4.  | 10 maggio 2009    | Serbia Open, Belgrado                                         | Terra rossa | Łukasz Kubot         | Johan Brunström Jean-Julien Rojer      | 6-2, 7–6(3)          |
| 5.  | 1º novembre 2009  | Vienna Open, Vienna                                           | Cemento (i) | Łukasz Kubot         | Julian Knowle Jürgen Melzer            | 2–6, 6–4, [11–9]     |
| 6.  | 6 febbraio 2010   | Chile Open, Santiago del Cile                                 | Terra rossa | Łukasz Kubot         | Potito Starace Horacio Zeballos        | 6–4, 6–0             |
| 7.  | 27 febbraio 2010  | Abierto Mexicano de Tenis, Acapulco (2)                       | Terra rossa | Łukasz Kubot         | Fabio Fognini Potito Starace           | 6–0, 6–0             |
| 8.  | 8 maggio 2010     | Internazionali di Baviera, Monaco di Baviera                  | Terra rossa | Santiago Ventura     | Eric Butorac Michael Kohlmann          | 5–7, 6–3, [16–14]    |
| 9.  | 20 febbraio 2011  | Argentina Open, Buenos Aires                                  | Terra rossa | Leonardo Mayer       | Franco Ferreiro André Sá               | 7–6(6), 6-3          |
| 10. | 24 luglio 2011    | International German Open, Amburgo (1)                        | Terra rossa | Alexander Peya       | František Čermák Filip Polášek         | 6–4, 6–1             |
| 11. | 2 ottobre 2011    | Thailand Open, Bangkok                                        | Cemento (i) | Aisam-ul-Haq Qureshi | Michael Kohlmann Alexander Waske       | 7-6(4), 7-6(5)       |
| 12. | 14 gennaio 2012   | Auckland Open, Auckland                                       | Cemento     | Alexander Peya       | František Čermák Filip Polášek         | 6-3, 6-2             |
| 13. | 9 febbraio 2014   | Chile Open, Viña del Mar                                      | Terra rossa | Florin Mergea        | Juan Sebastián Cabal Robert Farah      | 6-3, 6-4             |
| 14. | 10 gennaio 2016   | Chennai Open, Chennai                                         | Cemento     | Fabrice Martin       | Austin Krajicek Benoît Paire           | 6–3, 7–5             |
| 15. | 21 febbraio 2016  | Delray Beach International Tennis Championships, Delray Beach | Cemento     | Fabrice Martin       | Bob Bryan Mike Bryan                   | 3–6, 7–6(7), [13–11] |
| 16. | 30 luglio 2017    | Swiss Open Gstaad, Gstaad                                     | Terra rossa | Philipp Oswald       | Jonathan Eysseric Franko Škugor        | 6-3, 4-6, [10-8]     |
| 17. | 22 ottobre 2017   | Stockholm Open, Stoccolma                                     | Cemento (i) | Mate Pavić           | Aisam-ul-Haq Qureshi Jean-Julien Rojer | 3-6, 7-6(6), [10-4]  |
| 18. | 5 gennaio 2018    | Qatar Open ATP, Doha                                          | Cemento     | Mate Pavić           | Jamie Murray Bruno Soares              | 6-2, 7-6(6)          |
| 19. | 13 gennaio 2018   | Auckland Open, Auckland                                       | Cemento     | Mate Pavić           | Maks Mirny Philipp Oswald              | 6-4, 6-4             |
| 20. | 27 gennaio 2018   | Australian Open, Melbourne                                    | Cemento     | Mate Pavić           | Juan Sebastián Cabal Robert Farah      | 6-4, 6-4             |
| 21. | 26 maggio 2018    | Geneva Open, Ginevra (1)                                      | Terra rossa | Mate Pavić           | Ivan Dodig Rajeev Ram                  | 3-6, 7-6(3), [11-9]  |
| 22. | 25 maggio 2019    | Geneva Open, Ginevra (2)                                      | Terra rossa | Mate Pavić           | Matthew Ebden Robert Lindstedt         | 6-4, 6-4             |
| 23. | 28 luglio 2019    | Hamburg European Open, Amburgo (2)                            | Terra rossa | Jürgen Melzer        | Robin Haase Wesley Koolhof             | 6-2, 7-6(3)          |

#### Finali perse (30)
| Legenda                                       |
| Grande Slam (2)                               |
| Tennis Masters Cup / ATP Finals (0)           |
| Masters Series / ATP Tour Master 1000 (1)     |
| International Series Gold / ATP Tour 500 (10) |
| International Series / ATP Tour 250 (17)      |

| N.  | Data             | Torneo                              | Superficie      | Compagno             | Avversari in finale                   | Punteggio                    |
| 1.  | 28 maggio 2006   | ATP Pörtschach, Pörtschach          | Terra rossa     | Cyril Suk            | Paul Hanley Jim Thomas                | 3-6, 6-4, [5-10]             |
| 2.  | 17 luglio 2006   | Swedish Open, Båstad (1)            | Terra rossa     | Christopher Kas      | Jonas Björkman Thomas Johansson       | 3-6, 6-4, [4-10]             |
| 3.  | 30 luglio 3006   | Austrian Open, Kitzbühel            | Terra rossa     | Cyril Suk            | Philipp Kohlschreiber Stefan Koubek   | 2-6, 3-6                     |
| 4.  | 25 maggio 2007   | Grand Prix Hassan II, Casablanca    | Terra rossa     | Łukasz Kubot         | Jordan Kerr David Škoch               | 6(4)–7, 6-1, [4-10]          |
| 5.  | 28 febbraio 2009 | Abierto Mexicano de Tenis, Acapulco | Terra rossa     | Łukasz Kubot         | František Čermák Michal Mertiňák      | 6-4, 4-6, [7-10]             |
| 6.  | 6 febbraio 2010  | Brasil Open, San Paolo              | Terra rossa (i) | Łukasz Kubot         | Pablo Cuevas Marcel Granollers        | 6(2)-7, 6(8)-7               |
| 7.  | 6 febbraio 2011  | Chile Open, Santiago del Cile       | Terra rossa     | Łukasz Kubot         | Marcelo Melo Bruno Soares             | 3-6, 6(3)-7                  |
| 8.  | 1º maggio 2011   | Serbia Open, Belgrado               | Terra rossa     | Alexander Peya       | František Čermák Filip Polášek        | 5-7, 2-6                     |
| 9.  | 26 maggio 2012   | Open de Nice Côte d'Azur, Nizza     | Terra rossa     | Filip Polášek        | Bob Bryan Mike Bryan                  | 6(5)-7, 3-6                  |
| 10. | 27 aprile 2013   | Romanian Open, Bucarest             | Terra rossa     | Lukáš Dlouhý         | Maks Mirny Horia Tecău                | 6-4, 4-6, [6-10]             |
| 11. | 27 ottobre 2013  | Swiss Indoors Basel, Basilea        | Cemento (i)     | Julian Knowle        | Treat Conrad Huey Dominic Inglot      | 3-6, 6-3, [4-10]             |
| 12. | 13 luglio 2014   | Swedish Open, Båstad (2)            | Terra rossa     | Jérémy Chardy        | Nicholas Monroe Johan Brunström       | 6-4, 6(5)-7, [7-10]          |
| 13. | 22 febbraio 2015 | Rio Open, Rio de Janeiro            | Terra rossa     | Pablo Andújar        | Martin Kližan Philipp Oswald          | 6(3)-7, 3-6                  |
| 14. | 1º marzo 2015    | Argentina Open, Buenos Aires        | Terra rossa     | Pablo Andújar        | Jarkko Nieminen André Sá              | 6-4, 4-6, [7-10]             |
| 15. | 2 agosto 2015    | Swiss Open Gstaad, Gstaad           | Terra rossa     | Aisam-ul-Haq Qureshi | Aljaksandr Bury Denis Istomin         | 6–3, 2–6, [5–10]             |
| 16. | 12 giugno 2016   | Stuttgart Open, Stoccarda (1)       | Erba            | Fabrice Martin       | Marcus Daniell Artem Sitak            | 7-6(4), 4-6, [8-10]          |
| 17. | 2 ottobre 2016   | Shenzhen Open, Shenzhen             | Cemento         | Fabrice Martin       | Fabio Fognini Robert Lindstedt        | 6(4)-7, 3-6                  |
| 18. | 30 ottobre 2016  | Vienna Open, Vienna                 | Cemento (i)     | Fabrice Martin       | Łukasz Kubot Marcelo Melo             | 6-4, 3-6, [11-13]            |
| 19. | 18 giugno 2017   | Stuttgart Open, Stoccarda (2)       | Erba            | Mate Pavić           | Jamie Murray Bruno Soares             | 7-6(4), 5-7, [5-10]          |
| 20. | 30 giugno 2017   | Antalya Open, Adalia                | Erba            | Mate Pavić           | Robert Lindstedt Aisam-ul-Haq Qureshi | 5-7, 1-4, rit.               |
| 21. | 15 luglio 2017   | Torneo di Wimbledon, Londra         | Erba            | Mate Pavić           | Łukasz Kubot Marcelo Melo             | 7-5, 5-7, 6(2)-7, 6-3, 11-13 |
| 22. | 18 febbraio 2018 | Rotterdam Open, Rotterdam           | Cemento (i)     | Mate Pavić           | Pierre-Hugues Herbert Nicolas Mahut   | 6-2, 2-6, [7-10]             |
| 23. | 22 aprile 2018   | Monte Carlo Masters, Monte Carlo    | Terra rossa     | Mate Pavić           | Bob Bryan Mike Bryan                  | 6(5)-7, 3-6                  |
| 24. | 9 giugno 2018    | Open di Francia, Parigi             | Terra rossa     | Mate Pavić           | Pierre-Hugues Herbert Nicolas Mahut   | 2-6, 6(4)-7                  |
| 25. | 29 luglio 2018   | German Open Hamburg, Amburgo        | Terra rossa     | Mate Pavić           | Julio Peralta Horacio Zeballos        | 1-6, 6-4, [6-10]             |
| 26. | 7 ottobre 2018   | China Open, Pechino                 | Cemento         | Mate Pavić           | Łukasz Kubot Marcelo Melo             | 1-6, 4-6                     |
| 27. | 20 luglio 2019   | Croatia Open Umag, Umago            | Terra rossa     | Jürgen Melzer        | Robin Haase Philipp Oswald            | 5-7, 7-6(2), [12-14]         |
| 28. | 29 febbraio 2020 | Dubai Tennis Championships, Dubai   | Cemento         | Raven Klaasen        | John Peers Michael Venus              | 2-6, 3-6                     |
| 29. | 29 maggio 2021   | Emilia Romagna Open, Parma          | Terra rossa     | Aisam-ul-Haq Qureshi | Simone Bolelli Máximo González        | 3–6, 3–6                     |
| 30. | 3 ottobre 2021   | Sofia Open, Sofia                   | Cemento (i)     | Philipp Oswald       | Jonny O'Mara Ken Skupski              | 3-6, 4-6                     |

## Risultati in progressione
| Sigla | Risultato               |
| ----- | ----------------------- |
| V     | Vincitore               |
| F     | Finalista               |
| SF    | Semifinalista           |
| O     | Oro olimpico            |
| A     | Argento olimpico        |
| SF    | Bronzo olimpico         |
| QF    | Quarti di Finale        |
| 4T    | Quarto turno            |
| 3T    | Terzo turno             |
| 2T    | Secondo turno           |
| 1T    | Primo turno             |
| RR    | Round Robin             |
| LQ    | Turno di qualificazione |
| A     | Assente                 |
| ND    | Non disputato           |

| Legenda superfici    |
| -------------------- |
| Cemento              |
| Terra battuta        |
| Erba                 |
| Superficie variabile |

### Singolare
| Tornei Grande Slam         |               |               |     |               |               |               |     |     |
| Australian Open, Melbourne | A             | A             | A   | 1T            | 1T            | Q1            | Q1  | 0-2 |
| Roland Garros, Parigi      | 1T            | A             | A   | A             | 1T            | Q2            | A   | 0-2 |
| Wimbledon, Londra          | A             | A             | A   | A             | 1T            | A             | A   | 0-1 |
| US Open, New York          | A             | A             | A   | A             | 1T            | A             | A   | 0-1 |
| Vittorie-Sconfitte         | 0-1           | 0-0           | 0-0 | 0-1           | 0-4           | 0-0           | 0-0 | 0-6 |
| Giochi Olimpici            |               |               |     |               |               |               |     |     |
| Giochi Olimpici            | Non disputati | Non disputati | A   | Non disputati | Non disputati | Non disputati | A   | 0-0 |
| Vittorie-Sconfitte         | Non disputati | Non disputati | 0-0 | Non disputati | Non disputati | Non disputati | 0-0 | 0-0 |

### Doppio
| Tornei Grande Slam         |               |               |     |               |               |               |     |               |               |               |     |               |               |               |               |     |       |
| Australian Open, Melbourne | 1T            | 3T            | 1T  | SF            | 3T            | QF            | 1T  | 1T            | 2T            | 3T            | 2T  | A             | V             | 2T            | 2T            | 1T  | 23-14 |
| Roland Garros, Parigi      | 2T            | 3T            | A   | 2T            | QF            | 1T            | QF  | 3T            | 2T            | 2T            | 2T  | 2T            | F             | 3T            | 1T            | 2T  | 24-15 |
| Wimbledon, Londra          | 2T            | A             | 1T  | QF            | 1T            | A             | 2T  | A             | 1T            | 1T            | 3T  | F             | 1T            | 2T            | ND            | 3T  | 15-12 |
| US Open, New York          | 1T            | A             | A   | 1T            | QF            | A             | A   | 2T            | 1T            | 1T            | 2T  | 3T            | 1T            | QF            | 1T            | 1T  | 9-12  |
| Vittorie-Sconfitte         | 2-4           | 4-2           | 0-2 | 8-4           | 8-4           | 3-2           | 4-3 | 3-3           | 2-4           | 3-4           | 5-4 | 8-3           | 11-3          | 6-4           | 1-3           | 3-4 | 71-53 |
| Torneo di Fine Anno        |               |               |     |               |               |               |     |               |               |               |     |               |               |               |               |     |       |
| ATP Finals, Londra         | A             | A             | A   | RR            | RR            | A             | A   | A             | A             | A             | A   | RR            | RR            | A             | A             | A   | 5-5   |
| Vittorie-Sconfitte         | 0-0           | 0-0           | 0-0 | 2-1           | 1-2           | 0-0           | 0-0 | 0-0           | 0-0           | 0-0           | 0-0 | 1-0           | 1-2           | 0-0           | 0-0           | 0-0 | 5-5   |
| Giochi Olimpici            |               |               |     |               |               |               |     |               |               |               |     |               |               |               |               |     |       |
| Giochi Olimpici            | Non disputati | Non disputati | A   | Non disputati | Non disputati | Non disputati | A   | Non disputati | Non disputati | Non disputati | QF  | Non disputati | Non disputati | Non disputati | Non disputati | 2T  | 3-2   |
| Vittorie-Sconfitte         | Non disputati | Non disputati | 0-0 | Non disputati | Non disputati | Non disputati | 0-0 | Non disputati | Non disputati | Non disputati | 2-1 | Non disputati | Non disputati | Non disputati | Non disputati | 1-1 | 3-2   |

### Doppio misto
| Tornei Grande Slam         |               |               |               |     |               |               |               |     |               |               |               |               |     |       |
| Australian Open, Melbourne | A             | QF            | 2T            | 1T  | A             | A             | A             | A   | A             | A             | 1T            | A             | A   | 3-4   |
| Roland Garros, Parigi      | A             | SF            | 1T            | QF  | A             | 1T            | A             | A   | A             | 2T            | QF            | A             | A   | 8-6   |
| Wimbledon, Londra          | A             | 2T            | A             | A   | A             | 2T            | 3T            | SF  | A             | A             | A             | ND            | 3T  | 9-5   |
| US Open, New York          | 1T            | 1T            | 2T            | A   | A             | A             | A             | 1T  | SF            | QF            | 1T            | A             | A   | 6-7   |
| Vittorie-Sconfitte         | 0-1           | 5-4           | 2-3           | 2-2 | 0-0           | 1-2           | 2-1           | 4-2 | 3-1           | 3-2           | 2-3           | 0-0           | 2-1 | 26-22 |
| Giochi Olimpici            |               |               |               |     |               |               |               |     |               |               |               |               |     |       |
| Giochi Olimpici            | Non disputati | Non disputati | Non disputati | A   | Non disputati | Non disputati | Non disputati | A   | Non disputati | Non disputati | Non disputati | Non disputati | A   | 0-0   |
| Vittorie-Sconfitte         | Non disputati | Non disputati | Non disputati | 0-0 | Non disputati | Non disputati | Non disputati | 0-0 | Non disputati | Non disputati | Non disputati | Non disputati | 0-0 | 0-0   |